# Zoo București
A Zoo București a román főváros állatkertje. A várostól északra helyezkedik el, a Băneasa erdőben. 1959-ben nyitották meg; jelenlegi területe 5,85 hektár, és 115 állatfajnak ad otthont.

## Története
Az 1950-es évekig kisebb állatállományokat állítottak ki Bukarest egyes parkjaiban, például a Herăstrău parkban, a Cișmigiu parkban, és a Carol parkban. 1955-től ezeket az állatokat a Băneasa erdő területére költöztették, ahol 1959. május 1-én megnyitották a Băneasai vadaskertet (Colț Zoologic Băneasa). 1962-ben állatkertté (Grădină Zoologică) minősítették, és még ugyanebben az évben bekerült az International Zoo Yearbook-ba.
Az állatkert 6 hektárosnál is kisebb területe miatt kevés lehetőség van a fejlődésre. 2013-ban megnagyobbítását tervezték, ám ez máig sem valósult meg.
A 21. század elején több botrány is kirobbant; csak 2006-ban közel 9000 állat pusztult el „gyanús körülmények között”.

## Képek

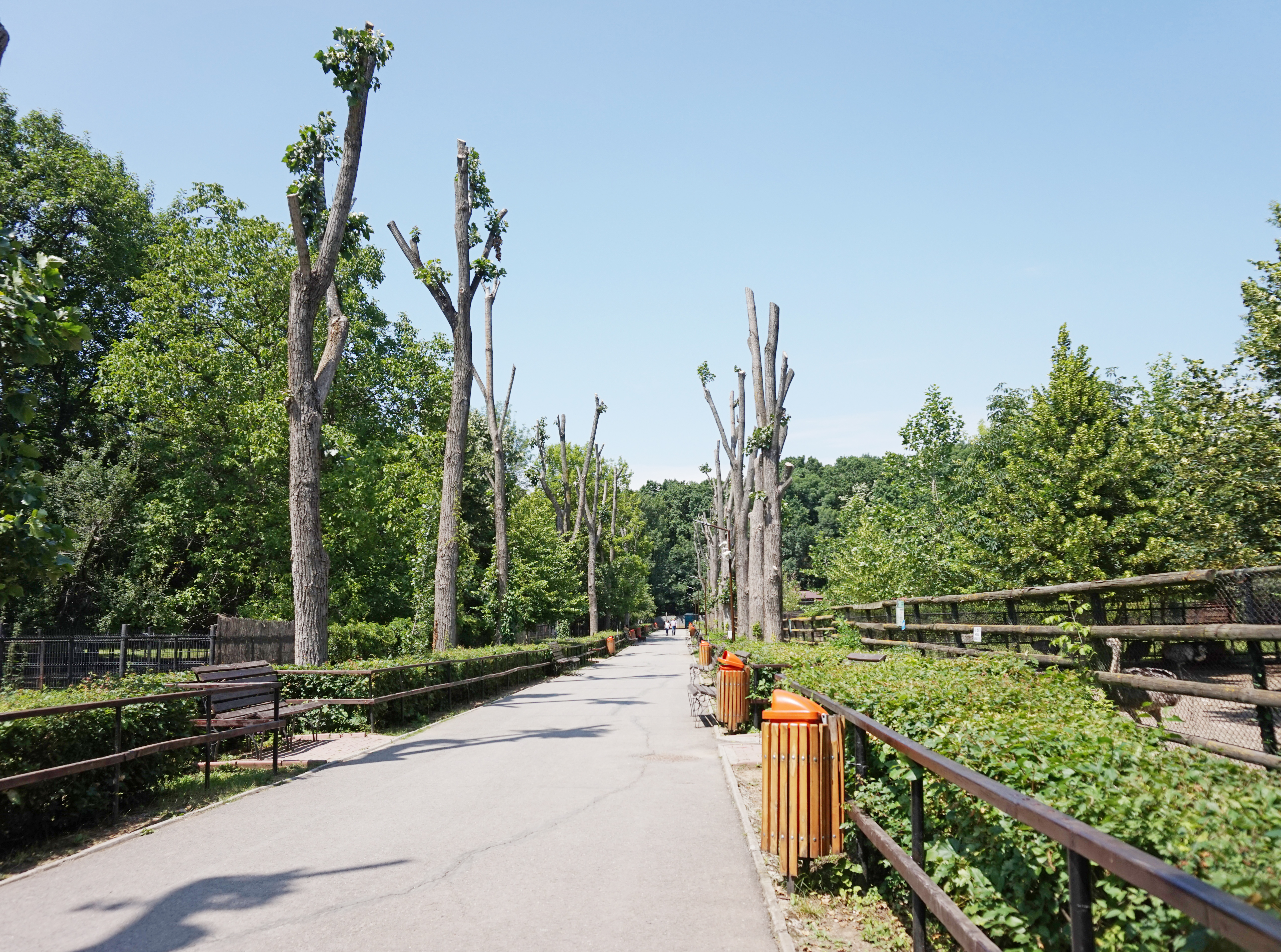
Sétány
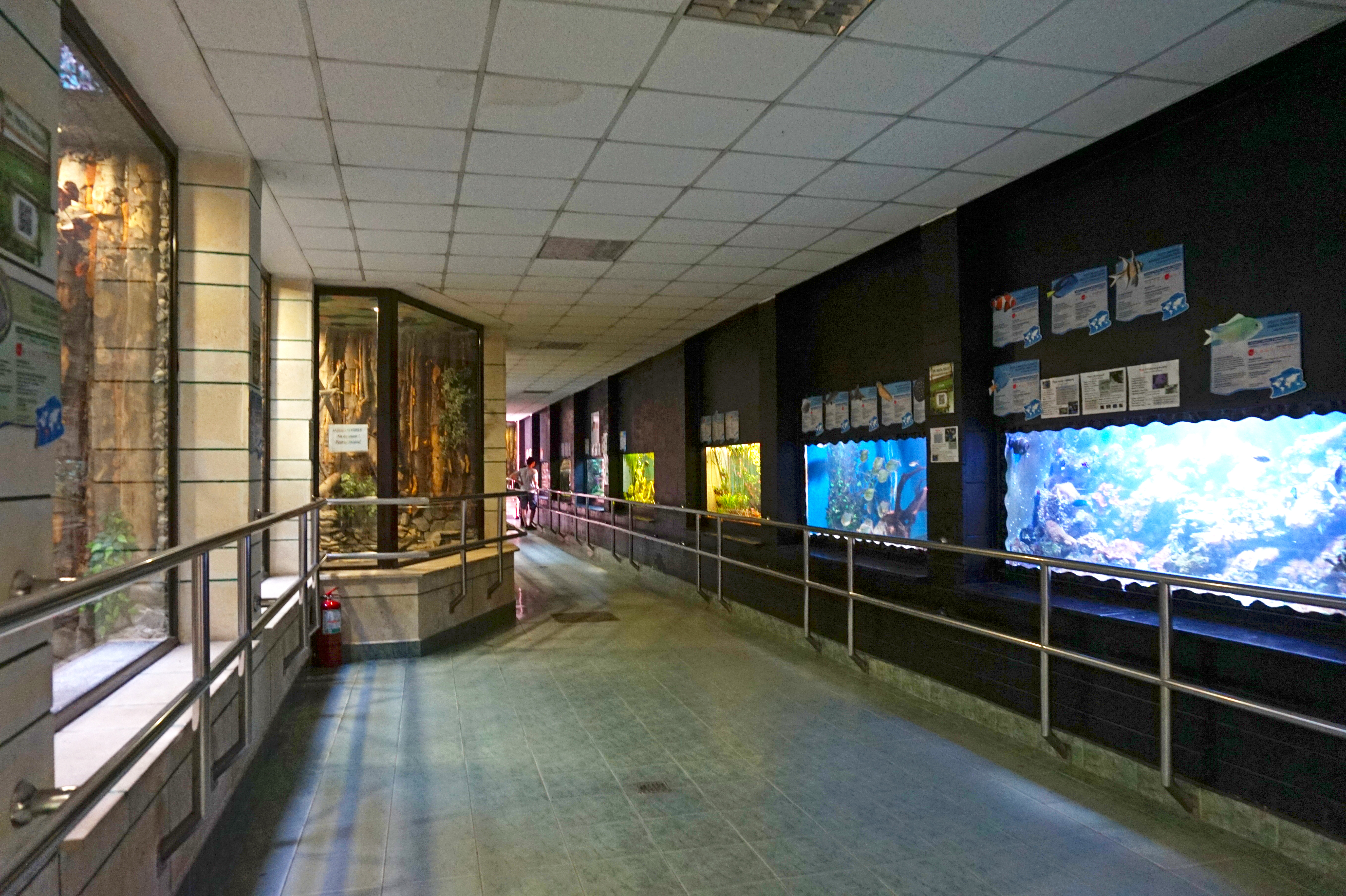
Halak és hüllők
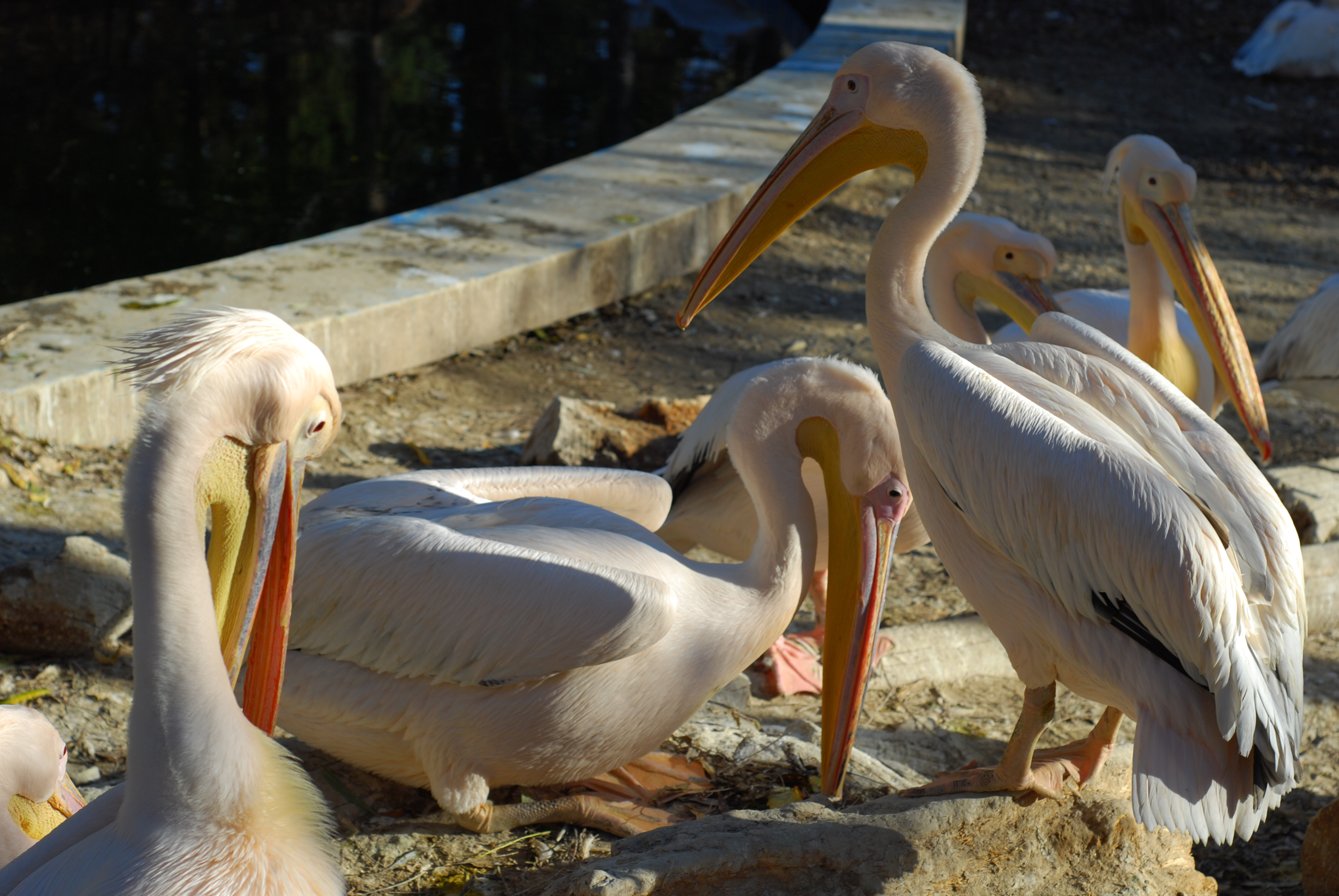
Pelikán
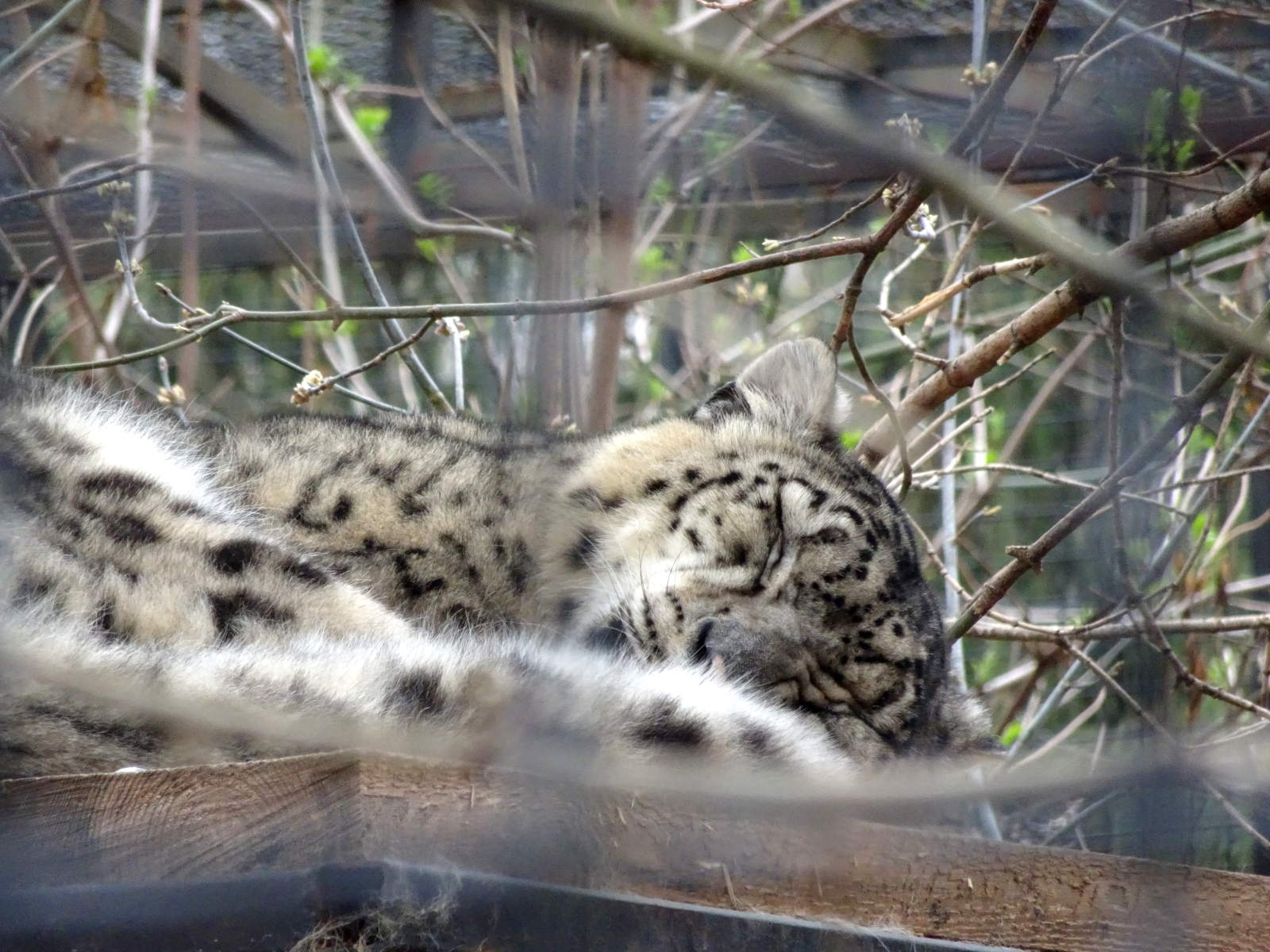
Hópárduc
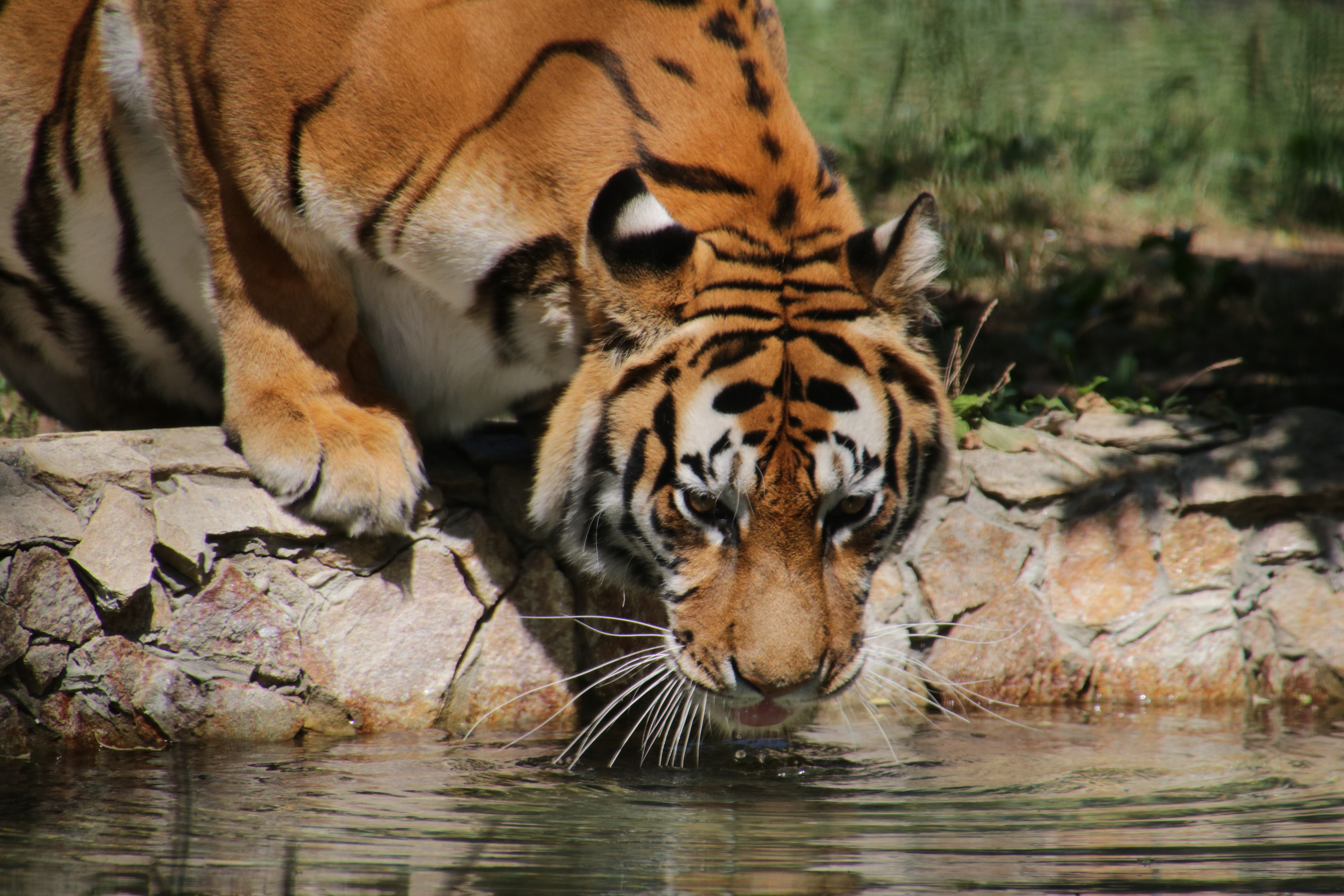
Tigris